# Bisinchi
Bisinchi je naselje in občina v francoskem departmaju Haute-Corse regije - otoka Korzika. Leta 2009 je naselje imelo 202 prebivalca.

## Geografija
Kraj leži v severno-osrednjem delu otoka Korzike, 43 km jugozahodno od središča Bastie.

## Uprava
Občina Bisinchi skupaj s sosednjimi občinami Asco, Castello-di-Rostino, Castifao, Castineta, Gavignano, Moltifao, Morosaglia, Saliceto in Valle-di-Rostino sestavlja kanton Castifao-Morosaglia s sedežem v Morosaglii. Kanton je sestavni del okrožja Corte.